# Готфрид Фрьолих
Готфрид Фрьолих (на немски: Gottfried Fröhlich) е германски офицер, който служи по време на Първата и Втората световна война.

## Живот и кариера
Готфрид Фрьолих е роден на 3 юни 1894 г. в Дрезден, Германска империя.
Присъединява се към армията и към 1914 г. е офицерски кадет. Произведен е в лейтенант и с това звание участва в Първата световна война. След края на войната се присъединява към Райхсвера и служи в редица артилерийски подразделения.
В началото на Втората световна война е със звание оберстлейтенант и командва 2-ри батальон от 76-и артилерийски полк. На 19 октомври 1939 г. поема и командва успешно 78-и танков артилерийски полк. На 12 септември 1943 г. е назначен за командир на 36-а пехотна дивизия, а на 20 септември поема 8-а танкова дивизия, пост който заема до 31 март 1944 г. През март 1945 г. командва бойна група фон Тетау (с размер на корпус), а през април артилерийските части към 3-та танкова армия (Harko 313). Пленен е на 2 май 1945 г. и е освободен през 1948 г.
Умира на 30 юли 1959 г. в Хайденхайм, Германия.

## Дати на произвеждане в звание
- Оберст – 1 юли 1941 г.
- Генерал-майор – 1 декември 1943 г.

## Награди
- Германски кръст, златен – 2 януари 1942 г.
- Рицарски кръст – 20 декември 1943 г.